# Горы Миндоллуин
Горы Миндоллуин (лат. Mindolluin Montes) — горная цепь на Титане, самом крупном спутнике Сатурна. Расположена на северо-востоке светлой местности Адири (координаты центра — 3°18′ ю. ш. 151°02′ в. д. / 3,3° ю. ш. 151,04° в. д.). Тянется с северо-запада на юго-восток; максимальный размер — около 340 км.
Юго-западнее гор Миндоллуин есть несколько других горных цепей, вытянутых примерно параллельно им. Ближе всего — за 60 км — лежат горы Таникветиль. Между западными частями этих горных цепей лежат два небольших поля дюн.
Горы Миндоллуин были обнаружены на радиолокационных снимках космического аппарата «Кассини», заснявшего эту область 25 августа 2009 года. Как и другие горы, на радарных изображениях они выглядят ярче окружающей местности. Носят имя горы Миндоллуин из легендариума Дж. Р. Р. Толкина. Это название было утверждено Международным астрономическим союзом 13 ноября 2012 года.